# Гуїнес
Гуї́нес (ісп. Güines) — місто на Кубі, у складі провінції Гавана. З 2011 року стане адміністративним центром нової провінції Маябеке.
Місто розташоване на південному сході провінції, на річці Маябеке. Залізнична станція на залізниці Гавана—Санта-Клара.
Населення міста становить 42 300 осіб (2008; 41 552 в 1981, 42 801 в 2002).